# Jean-Baptiste Dubié

a Compétitions nationales et continentales officielles uniquement.

Dernière mise à jour le 20 février 2022.
Jean-Baptiste Dubié, né le 16 juillet 1989, est un joueur français de rugby à XV qui évolue au poste de centre.

## Biographie
Depuis 2015, il partage sa vie avec Alexia Dubié, joueuse professionnelle de basket. Ils se marient en juin 2019 à Aix-en-Provence, ville natale d'Alexia, en présence de leurs amis et pour la plupart coéquipiers anciens ou actuels parmi figurent Romain Lonca, Jean-Marcellin Buttin, Blair Connor, Charles Brousse et Nans Ducuing entre autres.
En juin 2017, il est convoqué pour jouer avec les Barbarians français qui affrontent l'équipe d'Afrique du Sud A les 16 et 23 juin en Afrique du Sud. Titulaire lors du premier match puis remplaçant pour le second, les Baa-baas s'inclinent 36 à 28 à Durban puis 48 à 28 à Soweto.
En novembre 2017, il est de nouveau sélectionné avec les Barbarians français pour affronter les Māori All Blacks au Stade Chaban-Delmas de Bordeaux. Les Baa-Baas parviennent à s'imposer 19 à 15.
En juin 2022, il participe à la tournée des Barbarians français aux États-Unis pour affronter la sélection américaine le 1er juillet 2022 à Houston. Les Baa-baas s'inclinent 26 à 21.
En septembre 2023, il quitte l'Union Bordeaux Bègles après avoir joué son dernier match.